# Varanus flavescens
Varanus flavescens este o specie de reptile din genul Varanus, familia Varanidae, descrisă de Thomas Hardwicke și Samuel Frederick Gray în anul 1827. A fost clasificată de IUCN ca specie cu risc scăzut. Conform Catalogue of Life specia Varanus flavescens nu are subspecii cunoscute.

## Galerie

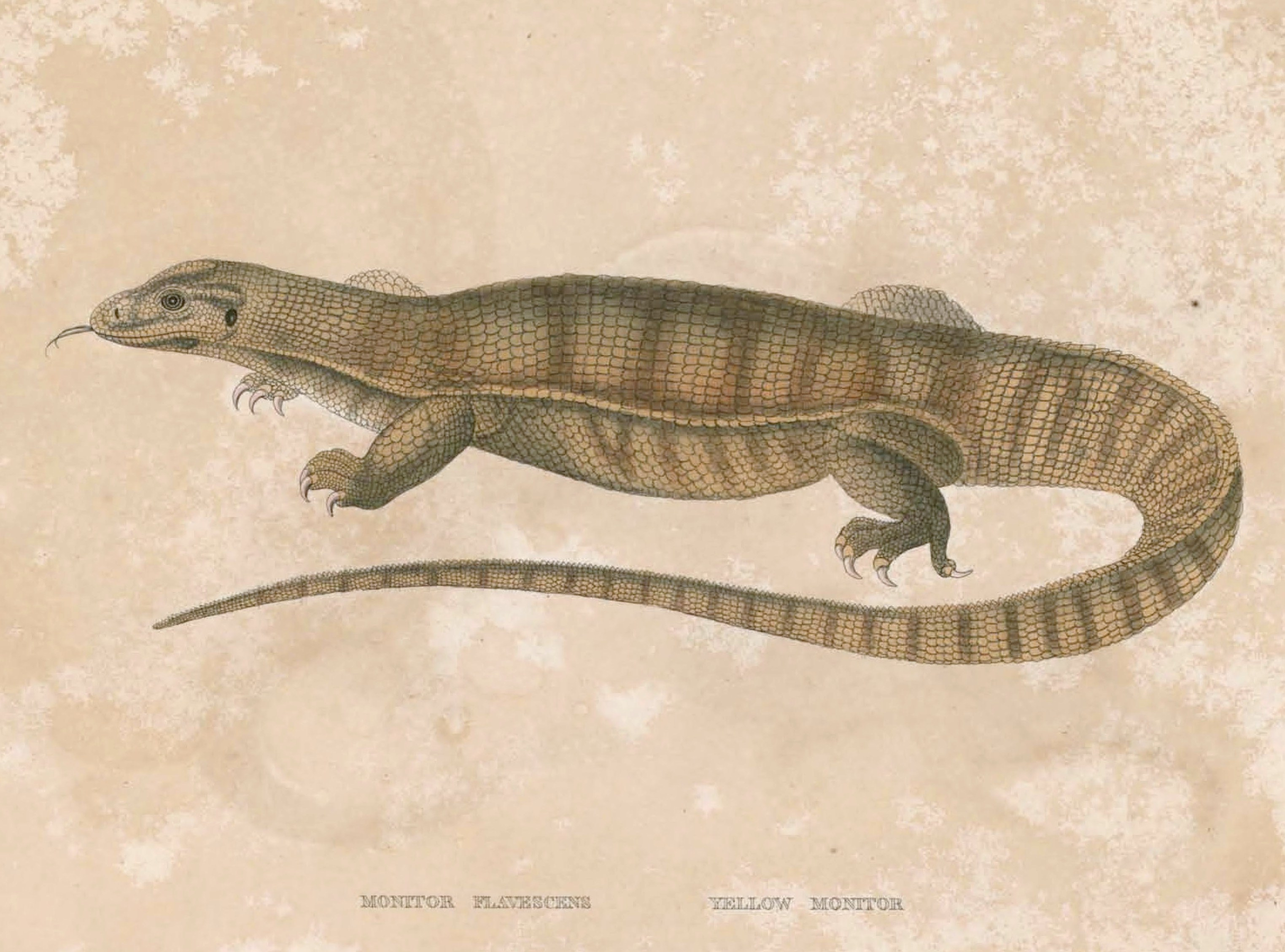